# Crymych
Crymych es una localidad situada en el condado de Pembrokeshire, en Gales (Reino Unido), con una población estimada a mediados de 2016 de 811 habitantes.
Se encuentra ubicada al suroeste de Gales, a poca distancia de la costa de los mares de Irlanda y Céltico.